# Orzechówek (powiat radomszczański)
Orzechówek – wieś w Polsce, położona w województwie łódzkim, w powiecie radomszczańskim, w gminie Kobiele Wielkie, w dolinie rzeczki Orzechówki, na skraju zwartego kompleksu lasów radomszczańskich, na tzw. Wzgórzach Radomszczańskich. Poprzednio w gminie Dmenin.
| SIMC    | Nazwa    | Rodzaj    |
| ------- | -------- | --------- |
| 0543114 | Kamionka | część wsi |
| 0543143 | Wrony    | osada     |

W latach 1975–1998 wieś administracyjnie należała do województwa piotrkowskiego.
Wieść dawniej nosiła nazwę Orzechów Szlachecki.
Pierwsza wzmianka źródłowa dotycząca miejscowości pochodzi z 1388 r. i dotyczy sporu sądowego o przebieg granic pomiędzy Orzechowem a Orzechówkiem, a konkretnie obu brzegów rzeczki Orzechówki, przepływającej pomiędzy nimi. Spór sądowy wiedli Piotr Kolano – sołtys wsi królewskiej Orzechów z Albertem i Wawrzyńcem – właścicielami wsi Orzechówek. Powodem sporu było prawo do wykopania stawu rybnego, wykonania zastawek i wybudowania młyna. W latach 1511–1518 wieś, wraz z czterema gospodarzącymi tam chłopami, była własnością Mikołaja Orzechowskiego. Pod koniec XVIII w. należał do Ksawerego Turskiego herbu Rogala (ok. 1760–1820) – posła na sejm, stolnika szadkowskiego, krewnego bp. krakowskiego i księcia siewierskiego Feliksa Turskiego.
W 1827 r. było w Orzechówku 12 domostw i 88 mieszkańców, jako kolonia, wchodził w skład dóbr Dziepółć, w 1886 r. były 22 domostwa, 142 mieszkańców i 361 mórg ziemi, gdy w tym samym czasie osada karczemna miała 1 domostwo, 5 mieszkańców i zaledwie 3 morgi ziemi.
Obecnie w granicach Orzechówka znajdują się trzy dawne osady młynarskie: Kamionka, Rozpęd i Wrony.
Kamionka, dawna osada młynarska, należała do majątku w sąsiednim Strzałkowie i dzieliła jego losy. W I poł. XVI w. nosiła nazwę Młyn Kamienny. W poł. XVIII w. młyn ten prowadziła rodzina Brzezińskich a następnie Brel, zaś w II poł. XIX w. kolejno: Mastalerz, Żuławiński i Engel, a w XX w. Czajkowscy i Ciesielscy. W XIX w. osada wchodziła w skład dóbr rządowych Gidle.
Rozpęd dawna osada młynarska, należała do majątku w sąsiednim Cadowie. Od II poł. XVII w. do poł. XIX w. prowadziły dwie gałęzie rodziny Brel (Rozpędzcy oraz z Kijowa nad Wartą), następnie Starostka, zaś w I poł. XX w. Mazur i Janocha.
Wrony, dawniej osada młynarska, należała do majątku w sąsiednim Strzałkowie i dzieliła jego losy. W XIX w. osada wchodziła w skład dóbr rządowych Gidle. W 1895 r. miała 1 domostwo, 6 mieszkańców i 109 mórg ziemi. W XVIII w. młyn prowadziła rodzina Kochowskich zw. Wrońskimi, po nich do poł. XIX w, Starostowie zw. Starosteckimi. W I poł. XX w. Karniccy. Budynek młyna zachował się do chwili obecnej (nieczynny).